# Лукас Грейбиъл
Лукас Стивън Грейбиъл (на английски: Lucas Stephen Grabeel), познат още като Лукас Грейбиъл, е американски актьор, певец и музикант. Познат е с ролята си на Райън Евънс в популярния филм на Дисни „Училищен мюзикъл“.

## Биография
Лукас Грейбиъл е роден на 23 ноември 1984 г. в Спрингфийлд, Мисури. След като завършва в местната гимназия Kickapoo през 2003, заминава за Лос Анджелис, където го забелязва ловец на таланти. След няколко месеца му урежда роля за третата част на известната поредица на Дисни Halloweentown, озаглавена Halloweentown High. Поради големия успех е поканен да участва и в четвъртата част, но вече с главна роля. Междувременно се явява на прослушване за ролята на Райън Евънс в училищен мюзикъл и веднага я печели. Участва съответно в концерта (водещ), втората и третата част на популярния филм. За „Училищен мюзикъл 2“ Лукас пише и песен – You Got It, която обаче не влиза в саундтрака. Скоро след излизането на филма прави и клип върху песента. Поради големите си гласови възможности, записва заглавната песен от филма „Лисицата и хрътката 2“.
През 2007 г. Грейбиъл основава продуцентска компания на име 14341 Productions, която продуцира главно кратки филми и музикални клипове, в повечето от които Лукас е и сценарист и режисьор, снимат и един пилотен епизод за сериал, в който Грейбиъл прави режисьорския си дебют. През 2008 г. има честта да работи със звезда като Мартин Лорънс във филма, превърнал се за кратко време в хит „Бягство към колежа“. Скоро на големия екран излиза и The Adventures of Food Boy, където изпълнява главна роля. Филмът печели награда за най-добър семеен филм. По-късно Грейбиъл работи със звезди като Шон Пен в биографичния филм „Милк“, който печели множество награди Оскар, Златен глобус и мн. др., обявен за един от филмите на 2008 г.
Завръща се в театъра с главната роля в мюзикъла The Fantasticks. Следващият му проект е The Legend of the Dancing Ninja – продължение на хита Нинджата от Бевърли Хилс. През 2011 е избран за ролята на Тоби Кениш в сериала на ABC Family Switched at Birth, като първо се заснемат само 10 епизода. Сериалът чупи рекордите за най-гледан премиерен епизод по телевизията с общо 4.9 милиона зрители, печели всеобщо одобрение, както на зрителите, така и на критиците и е удължен с още цели 22 серии, което прави най-дългият сезон на сериал (32 серии) за САЩ.

## Интересни факти
- Лукас е тенор.
- Може да свири на 12 инструмента – китара, барабан, пиано и др. Казва, че му е хоби да разучава странни инструменти редом до класическите.
- Завършва пет танцови школи – за латино-танци, степ, хип-хоп, балет и джаз.
- Обича да чете, да пише стихове и да рисува.
- Той е много добър бийтбокс.
- Печели два пъти Националния дебат за оратори.
- Обича алпинизма.
- Казва, че като цяло обича изкуството и не обича да се определя като актьор, музикант, поет или художник, а просто като артист.[източник? (Поискан преди 9 дни)]

## Филмография
Номиниран е за Teen Choice Award за ролята си в Switched at Birth. Шоуто също получава номинация.
| година | Филм/сериал                            | роля                       |
| ------ | -------------------------------------- | -------------------------- |
| 2004   | Гимназия Хелоуинтаун                   | Итън Далоуей               |
| 2005   | Адвокатите от Бостън                   | Джейсън Матени             |
| 2006   | Вероника Марс                          | Kelly Kuzio                |
| 2006   | Училищен мюзикъл                       | Райън Еванс                |
| 2006   | Завръщане в Хелоуинтаун                | Итън Далоуей               |
| 2006   | До смърт                               | Пийт Прет                  |
| 2006   | Смолвил                                | Лекс Лутор като тийнейджър |
| 2007   | Училищен мюзикъл 2                     | Райън Еванс                |
| 2008   | Бягство към колежа                     | Scooter                    |
| 2008   | The Adventures of Food Boy             | Езра                       |
| 2008   | Alice Upside Down                      | Лестър Макинли             |
| 2008   | Училищен мюзикъл 3: На прага на колежа | Райън Еванс                |
| 2008   | Милк                                   | Дани Николета              |
| 2008   | Lock and Roll Forever                  | Donnie                     |
| 2010   | The Legend of the Dancing Ninja        | Tokyo Jones                |
| 2011   | Switched at Birth                      | Toby Kennish               |